# Indonesia Open 1996
L'Indonesia Open 1996 è un torneo di tennis giocato sul cemento. È la 4ª edizione del torneo, che fa parte della categoria Tier III nell'ambito del WTA Tour 1996. Si è giocato al Gelora Senayan Stadium di Giacarta in Indonesia, dal 9 al 14 aprile 1996.

## Campionesse

### Singolare
Linda Wild ha battuto in finale  Yayuk Basuki per walkover

### Doppio
Rika Hiraki /  Naoko Kijimuta hanno battuto in finale  Laurence Courtois /  Nancy Feber con il punteggio di 7–6, 7–5